# Aleksandra Bizjak Končar
Aleksandra Bizjak Končar, slovenska jezikoslovka in literarna zgodovinarka, * 26. julij 1963, Jesenice.

## Življenje
Maturo je leta 1982 opravila na Gimnaziji Nova Gorica, nato pa je leta 1988 diplomirala na Filozofski fakulteti v Ljubljani iz slovenskega jezika in književnosti ter primerjalne književnosti in literarne teorije. Z magistrsko nalogo Sermons as a genre (Pridiga kot žanr) pri prof. dr. D. Buttu na Šoli za angleški jezik Univerze Macquarie je uspešno končala študij uporabnega jezikoslovja. Doktorirala je z dizertacijo z naslovom Jezikoslovne osnove pridige kot žanra leta 2004 na Oddelku za primerjalno in splošno jezikoslovje Univerze v Ljubljani.
Od leta 1989 do 1994 je bila predavateljica in vodja študijskega programa slovenskega jezika, literature in kulture na Šoli za moderne jezike Univerze Macquarie v Sydneyju, takrat je tudi prejela štipendijo avstralske vlada Special Overseas Postgraduate Award, ki ji je omogočila podiplomski študij.  Od leta 1996  je redno zaposlena na Inštitutu za slovenski jezik Frana Ramovša ZRC SAZU kot raziskovalka v pravopisni sekciji.  Nato je v Novi Gorici vodila Fakulteto za slovenske študije Univerze v Novi Gorici, od leta 2008 tam na Fakulteti za humanistiko predava Besediloslovje in Slovenski jezik III.

## Delo
Njeno raziskovalno delo je vezano na slovaropisje, korpusno jezikoslovje in besedilno pomenoslovje.
Sodelovala je pri številnih pomembnih projektih, kot sta nacionalno pomembni znanstveni korpus Nova beseda, ePravopis in Slovar novejšega besedja slovenskega jezika. V znanstvenih revijah je objavila številne prispevke, ki se ukvarjajo z analizo besedil v povezavi z družbenim kontekstom. Leta 2005 je tudi objavila knjigo Pridiga kot žanr.